# Courier
Courier es el nombre de una tipografía digital con remates monoespaciada, inspirada en la forma de las letras que se usaban a mediados del siglo XX en las máquinas de escribir.

## Historia
El diseño original corresponde a Howard Kettler, que en 1955 había recibido de IBM el encargo de crear un tipo de letra específico para sus nuevas máquinas de oficina; sin embargo, la compañía no llegó a registrar la exclusividad de los derechos de reproducción, lo que contribuyó a que esta se extendiera con rapidez hasta convertirse en un estándar en la industria de la mecanografía. Como fuente de espaciado fijo entre caracteres, ha recuperado protagonismo en el mundo digital en situaciones donde las columnas de caracteres deben estar uniformemente alineadas; asimismo, es una de las favoritas de los programadores para escribir el código fuente, y en manuales de informática para reproducir listados de programación o entradas de usuario.
Adrian Frutiger redibujó posteriormente esta tipografía para la serie de máquinas de escribir eléctricas IBM Selectric, creando la Courier New. Esta última, en su tamaño de 12 pt, era la fuente oficial para los escritos del Departamento de Estado de Estados Unidos hasta enero de 2004, año en que fue reemplazada por la Times New Roman de 14 pt. Entre las razones para tal cambio se incluía la intención de «modernizar» el aspecto y «mejorar la legibilidad» de sus documentos.
Una vez preguntaron a Kettler por qué finalmente eligió ese nombre en lugar del que había pensado en un principio, «Messenger». Después de cavilar un poco, Kettler dijo: «Una letra puede sólo representar el papel de un simple recadero o puede ser un mensajero que transmita dignidad, prestigio y estabilidad». (En inglés «courier» es una forma más elegante que «messenger», aunque ambas signifiquen lo mismo.)

## Variantes

### Courier New
Courier New es una versión de la Courier presentada con el lanzamiento de Windows 3.1, que también incorporaba versiones rasterizadas, o en mapa de bits, de la propia Courier. La familia incluye las variantes básicas: negrita, cursiva y negrita cursiva. Además de un interlineado mayor, los caracteres se rediseñaron para dotarlos de una apariencia más estilizada, pero no así los signos de puntuación, que resaltan claramente el “color” del texto. 
Desde la versión 2.76 se incluyen glifos del hebreo y del árabe. El diseño de estos se inspiraba en los rasgos de la Times New Roman, aunque adaptados a las exigencias del espaciado fijo. La última versión hasta la fecha, la 5.00, contiene 3100 glifos, que abarcan más de 2700 caracteres por fuente.
Aunque el fabricante es Monotype (que también posee la marca registrada Courier y los derechos de reproducción de Courier New), solo Ascender Corporation cuenta con la exclusiva de su distribución comercial. Las tipografías de Ascender añaden 'WGL' al nombre de la fuente e incluyen solo el repertorio de caracteres [Windows Glyph List] (WGL). No contiene glifos de la escritura ogam.
Courier New es la tipografía monoespaciada por defecto en los sistemas operativos de Microsoft más veteranos, así como en el Mac OS X de Apple y en multitud de navegadores web. Sin embargo, en las versiones más recientes de sus sistemas operativos, Microsoft la ha sustituido por la fuente Consolas.

#### Códigos de página en WIN.INI
La sección FontSubstitutes del archivo de configuración WIN.INI de Windows añade los alias de esta fuente Courier New Baltic, Courier New CE, Courier New Cyr, Courier New Greek y Courier New Tur, que apuntan a la fuente maestra. Cuando el usuario especifica un alias de fuente YEW, el sistema llama a un juego de caracteres distinto del repertorio maestro y de las otras variantes.

### Courier Estándar
Adobe incorporó por primera vez en su versión 6 de su familia de aplicaciones Acrobat una serie de fuentes digitales alternativas a la versión para Postscript; entre ellas, para la familia Courier se encontraban la Courier Standard, la Courier Standard Bold, la Courier Standard Bold Italic y la Courier Standard Italic. En cuanto al diseño, los remates en estas eran planos en lugar de redondeados, y los contornos se habían enrejillado (hinting) y rasterizado (smoothed). Podía interpretar las páginas de códigos 437 (DOS) y 1252 (Windows), y para OpenType las tablas aalt, dlig, frac, ordn, sups para el idioma predeterminado en Latin script, y dlig para idioma turco en Latin script. Cada fuente incluye 374 glifos.

### Alternativas libres
Existen diversas fuentes de métrica compatible que se usan como alternativa libre a la Courier o como fuente de sustitución:
- URW++ produjo en 1984 una versión de la Courier llamada Nimbus Mono L y publicada finalmente bajo GPL y AFPL (como fuente de Type 1 para Ghostscript) en 1996.[4][5][6] Se trata de una las fuentes Ghostscript, una de las 35 PostScript fonts básicas (incluida la Courier). Está disponible en sistemas operativos basados en software libre y de código abierto.
- Liberation Mono, con métricas equivalentes a las de la Courier New de Ascender Corp., fue publicada por Red Hat en 2007 bajo licencia GPL con algunas restricciones.[7] Es usado en algunas distribuciones GNU/Linux como reemplazo por defecto de la fuente Courier New.[8]
- FreeMono, una fuente libre derivada de la Nimbus Mono L de URW++, que a su vez es una derivación de la Courier.[9][10] Es una de las fuentes libres desarrolladas por el proyecto GNU FreeFont, aparecido en 2002, y se usa en determinadas aplicaciones de software libre como fuente alternativa a Courier o como fuente de sustitución para tipografías no cargadas en el sistema.

## Aplicaciones

### En el arte ASCII
Courier se utiliza de forma muy común en el arte ASCII por su espaciado uniforme, que garantiza el aspecto final en cualquier máquina y por estar disponible de forma casi universal. Para representar sólidos, el ASCII Art crea la iluminación y la sombra a partir de los caracteres para retratar un objeto, que siempre puede ser cuantificado en píxeles (aquí sería en 12 puntos):
| a  | b  | c  | d  | e  | f  | g  | h  | i  | j  | k  | l  | m  | n  | o  | p  | q  | r  | s  | t  | u  | v  | w  | x  | y  | z  |
| 21 | 25 | 18 | 25 | 24 | 19 | 28 | 24 | 14 | 15 | 25 | 16 | 30 | 21 | 20 | 27 | 27 | 18 | 21 | 17 | 19 | 17 | 25 | 20 | 21 | 21 |

| A  | B  | C  | D  | E  | F  | G  | H  | I  | J  | K  | L  | M  | N  | O  | P  | Q  | R  | S  | T  | U  | V  | W  | X  | Y  | Z  |
| 25 | 29 | 21 | 26 | 29 | 25 | 27 | 31 | 18 | 19 | 28 | 20 | 36 | 24 | 20 | 25 | 28 | 30 | 28 | 24 | 27 | 22 | 30 | 26 | 23 | 24 |

| ` | 1  | 2  | 3  | 4  | 5  | 6  | 7  | 8  | 9  | 0  | - | =  | ~ | ! | @  | #  | $  | %  | ^ | &  | *  | (  | )  | _ | +  |
| 2 | 16 | 19 | 20 | 23 | 23 | 23 | 16 | 26 | 23 | 24 | 6 | 12 | 9 | 9 | 36 | 30 | 26 | 20 | 7 | 24 | 21 | 13 | 13 | 9 | 13 |

| [  | ]  | \ | ;  | ' | , | . | / | {  | }  | \| | : | " | < | > | ?  |
| 17 | 17 | 8 | 11 | 4 | 7 | 4 | 8 | 16 | 16 | 13 | 8 | 8 | 9 | 9 | 13 |

### En programación
Como ya se ha comentado, Courier New se usa ampliamente en programación para reproducir la escritura de código; en Microsoft Windows es la fuente monoespacio por defecto para una variedad de aplicaciones. A continuación se reproduce un ejemplo de código escrito en Courier New:

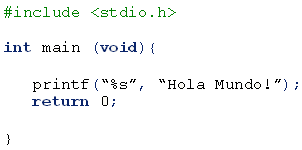

También se utiliza en manuales de informática para transcribir texto que corresponde introducir al usuario a través de su teclado.[cita requerida]

### En cinematografía
En la escritura de guiones de cine es tradición el empleo de esta tipografía a tamaño de 12 puntos que corresponde aproximadamente a 1 minuto de metraje por página de guion.[cita requerida]